# Super League 2023-2024 (Mauritius)
La Super League 2023-2024 è stata la settananovesima edizione del massimo campionato di calcio di Mauritius. La stagione è iniziata il 10 febbraio 2024 e si è conclusa il 20 luglio 2024.
Il GRSE Wanderers era la squadra campione in carica, mentre il titolo è stato vinto dal Cercle de Joachim,

## Stagione

### Novità
Al termine della scorsa stagione sono retrocessi in First Division le ultime due classificate Curepipe e Bolton City. Al loro posto sono state promosse Chebel Citizens e Rivière du Rempart, prime due classificate della First Division.

### Formula
Le 10 squadre partecipanti giocano un girone all'italiana con partite di andata e ritorno, per un totale di 18 giornate. Alla fine del campionato, la squadra prima in classifica è campione di Mauritius e si qualifica per la CAF Champions League 2024-2025, mentre le ultime due classificate vengono retrocesse in First Division.

## Squadre partecipanti
| Squadra              | Città                 | Stagione precedente   |
| -------------------- | --------------------- | --------------------- |
| Cercle de Joachim    | Curepipe              | 4° in Super League    |
| Chebel Citizens      | Beau Bassin-Rose Hill | First Division        |
| Entente B.R.         | Centre de Flacq       | 7° in Super League    |
| GRSE Wanderers       | Centre de Flacq       | Campione di Mauritius |
| Pamplemousses        | Belle Vue Maurel      | 2° in Super League    |
| Petite Rivière Noire | Bambous               | 6° in Super League    |
| Port-Louis 2000      | Port Louis            | 3° in Super League    |
| Rivière du Rempart   | Mapou                 | First Division        |
| Savanne              | Souillac              | 8° in Super League    |
| Vacoas-Phoenix       | Vacoas-Phoenix        | 5° in Super League    |

## Classifica
|                      | Pos. | Squadra              | Pt | G  | V  | N | P  | GF | GS | DR  |
| -------------------- | ---- | -------------------- | -- | -- | -- | - | -- | -- | -- | --- |
| Mauritius (bandiera) | 1.   | Cercle de Joachim    | 45 | 18 | 14 | 3 | 1  | 55 | 11 | +44 |
|                      | 2.   | Pamplemousses        | 34 | 18 | 10 | 4 | 4  | 30 | 13 | +17 |
|                      | 3.   | Port-Louis 2000      | 27 | 18 | 8  | 3 | 7  | 27 | 24 | +3  |
|                      | 4.   | GRSE Wanderers       | 27 | 18 | 8  | 3 | 7  | 23 | 25 | -2  |
|                      | 5.   | Chebel Citizens      | 26 | 18 | 8  | 2 | 8  | 18 | 18 | 0   |
|                      | 6.   | Petite Rivière Noire | 24 | 18 | 7  | 3 | 8  | 27 | 26 | +1  |
|                      | 7.   | Vacoas-Phoenix       | 21 | 18 | 6  | 3 | 9  | 22 | 28 | -6  |
|                      | 8.   | Entente B.R.         | 20 | 18 | 6  | 2 | 10 | 25 | 46 | -21 |
|                      | 9.   | Rivière du Rempart   | 18 | 18 | 5  | 3 | 10 | 23 | 30 | -7  |
|                      | 10.  | Savanne              | 13 | 18 | 3  | 4 | 11 | 28 | 57 | -29 |

Legenda:
      Campione di Mauritius e ammessa alla CAF Champions League 2024-2025.
 Retrocessione diretta.